# Phoradendron quadrangulare
Phoradendron quadrangulare är en sandelträdsväxtart som först beskrevs av Carl Sigismund Kunth, och fick sitt nu gällande namn av August Heinrich Rudolf Grisebach. Phoradendron quadrangulare ingår i släktet Phoradendron och familjen sandelträdsväxter. Inga underarter finns listade i Catalogue of Life.